# Нортленд (регион)
Нортленд (англ. Northland, маори Te Tai-tokerau, также Te Hiku-o-te-Ika, «Хвост рыбы [Мауи]»), официально Регион Нортленд — один из регионов Новой Зеландии. Является самым северным из всех регионов страны. В переводе с английского «Нортленд» означает «Северная Территория», что полностью отражает положение этого региона на карте Новой Зеландии. Административным центром региона является город Фангареи.

## География
Нортленд расположен на крайнем севере Новой Зеландии и занимает примерно 80 % полуострова Северный Окленд. С юга к нему примыкает регион Окленд. Начинаясь в районе сужения полуострова около города Вилсфорд, регион тянется вплоть до крайней северной точки Северного острова. Его площадь — 13 941 км², что составляет чуть больше 5 % общей площади Новой Зеландии. С западной стороны регион омывается Тасмановым морем, а с восточной — Тихим океаном. Ландшафт в основном холмистый. Сельское и лесное хозяйство занимают более половины территории региона и являются двумя его основными отраслями.
На западном побережье преобладают длинные прямые пляжи, самый известный из которых — 88-километровый Девяностомильный пляж с неточным названием, расположенный на крайнем севере региона. Чуть более длинный Рипиро-Бич находится южнее. На этом побережье также расположены два крупных залива: массивная гавань Кайпара на юге, которую Нортленд делит с Оклендским регионом, и извилистые бухты гавани Хокианга.
Восточное побережье более изрезанное, с множеством бухт и полуостровов. На этом побережье есть несколько крупных естественных гаваней, начиная с Паренгаренги недалеко от северной оконечности региона, затем гавани Фангароа и далее мимо знаменитой Бухты Островов до гавани Фангареи, на берегах которой расположен крупнейший населённый пункт. Это побережье усеяно многочисленными островами, в частности островами Кавалли, островами Хен и Чикен, островом Аорангайя и островами Бедных Рыцарей.
Самые северные точки материковой части Северного острова находятся в верхней части Нортленда. К ним относятся несколько точек, которые в общественном сознании часто путают с самыми северными точками страны: мыс Мария-ван-Димен, залив Спиритс, мыс Рейнга и Норт-Кейп. Самой северной точкой Северного острова считаются Скалы Сюрвилл, расположенные недалеко от Норт-Кейпа, хотя самая северная точка страны находится дальше, в цепи островов Кермадек. Однако именно мыс Рейнга и бухта Спиритс играют символическую роль как край страны. В мифологии маори именно отсюда души умерших отправляются в загробный мир.

## Административное деление
В регион входят три округа: Округ Фар-Норт, Округ Фангареи и Округ Каипара.

## Население
В регионе Нортленд находятся территории обитания маорийских племён Нгаи-Такото (Ngāi Takoto), Нга-Пуи (Ngā Puhi), Нгати-Фатуа (Ngāti Whātua), Нгати-Каху (Ngāti Kahu), Нгати-Кури (Ngāti Kurī), Нгати-Ваи (Ngāti Wai), Те-Аупоури (Te Aupōuri), Те-Рарава (Te Rarawa) и Те-Ророа (Te Roroa).

## Экономика
Сельское хозяйство и лесная промышленность представляют собой две основные отрасли экономики региона. В последнее время бурное развитие получила туристическая индустрия.